# 15151 Wilmacherup
15151 Wilmacherup este un asteroid din centura principală de asteroizi.

## Descriere
15151 Wilmacherup este un asteroid din centura principală de asteroizi. A fost descoperit pe 4 martie 2000 în cadrul proiectului CSS. Asteroidul prezintă o orbită caracterizată de o semiaxă mare de 2,36 ua, o excentricitate de 0,23 și o înclinație de 2,2° în raport cu ecliptica.